# Southfork Ranch
Le Southfork Ranch est une propriété située au 3700 Hogge Drive à Parker au Texas, à une quarantaine de kilomètres au nord de Dallas. Il est célèbre pour être le lieu où fut tournée la série américaine Dallas.

## Historique
Le ranch fut construit en 1970 par Joe Duncan. Ouvert pour la première fois au public en 1985, il est aujourd'hui un centre de conférences et de manifestations diverses.
Les cendres de Larry Hagman furent dispersées sur la propriété conformément à son souhait.

## Tournage de Dallas
Seules les vues prises en extérieur ont été filmées à Parker. Toutes les scènes d'intérieur ont été tournées en studio en Californie. Dans la série, la superficie du ranch est de 242 hectares.